# Goran Đorović
Goran Đorović (nascut l'11 de novembre de 1971 a Pristina) és un exfutbolista serbi.
Després de jugar amb el club de la seua ciutat natal, el FK Prishtina, va fitxar per l'Estrella Roja de Belgrad, amb qui jugaria sobre un centenar de partits. El seu bon joc al conjunt capitalí va cridar l'atenció de grans d'Europa com la Sampdoria o l'Arsenal, però finalment recalaria al Celta de Vigo, junt al seu germà Zoran.
L'estiu del 2001 fitxa per l'altre gran equip gallec, el Deportivo de La Corunya, però les lesions van fer que amb prou feines jugara 11 partits en dos anys. Amb el Deportivo guanyà una Copa del Rei i una Supercopa. Finalment, va jugar la 03/04 a l'Elx CF, abans de penjar les botes.

## Selecció
Djorovic va ser 46 vegades internacional amb la selecció de Iugoslàvia. Va formar part del combinat del seu país que va acudir al Mundial de 1998 i a l'Eurocopa del 2000.